# Aeroportul Regional Morristown
Aeroportul Regional Morristown (IATA: MOR, ICAO: KMOR, FAA LID: MOR) este un aeroport din Tennessee, Statele Unite ale Americii ce deservește zona Morristown⁠(d).
Situat la o altitudine de 400 m, aeroportul dispune de 1 pistă.

## Infrastructură

### Piste
Aeroportul dispune de o singură pistă. Pista 5/23 are suprafața de asfalt și dimensiunile 5.717 picioare × 100 picioare. 